# Ebo eremus
Ebo eremus är en spindelart som beskrevs av Levy 1999. Ebo eremus ingår i släktet Ebo och familjen snabblöparspindlar.
Artens utbredningsområde är Israel. Inga underarter finns listade i Catalogue of Life.